# Championnat de Grèce de football 2022-2023
Navigation
2021-2022 2023-2024
La saison 2022-2023 de Super League est la 87e édition de la première division grecque, et la 64e édition sous sa forme actuelle.
Le championnat est composé de quatorze équipes, incluant une équipe promue de deuxième division, qui s'affrontent dans un premier temps à deux reprises sur vingt-six journées pour un total de 182 matchs. À l'issue de ces rencontres, la compétition se divise en deux poules distinctes accueillant respectivement les six premiers et les huit derniers du classement final de la première phase afin de déterminer, dans le premier cas, le vainqueur du championnat ainsi que les places européennes, et dans le deuxième les relégués en fin de saison.
L'Olympiakos est le tenant du titre.

## Équipes participantes
AEK Athènes
Atromitos
Panathinaïkos
Ionikos Nikaia
Légende des couleurs
- Deuxième tour de qualification de la Ligue des champions 2022-2023
- Troisième tour de qualification de la Ligue Europa Conférence 2022-2023
- Deuxième tour de qualification de la Ligue Europa Conférence 2022-2023
- Promu de deuxième division

| Équipe           | Présent depuis | Classement 2021-2022 | Stade                          | Capacité |
| ---------------- | -------------- | -------------------- | ------------------------------ | -------- |
| Olympiakos       | 1959           | 1er                  | Stade Karaïskaki               | 32 115   |
| PAOK Salonique   | 1959           | 2e                   | Stade de Toúmba                | 28 700   |
| Aris Salonique   | 2018           | 3e                   | Stade Kleánthis-Vikelídis      | 22 800   |
| Panathinaïkos    | 1959           | 4e                   | Stade Apóstolos Nikolaïdis     | 16 620   |
| AEK Athènes FC   | 2015           | 5e                   | Stade Agia Sophia              | 31 100   |
| PAS Giannina     | 2020           | 6e                   | Stade Zosimades                | 7 652    |
| Ionikos Nikaia   | 2021           | 7e                   | Neapoli Stadium                | 6 000    |
| OFI Crète        | 2018           | 8e                   | Stade Theódoros-Vardinogiánnis | 9 088    |
| Asteras Tripolis | 2009           | 9e                   | Stade Theodoros Kolokotronis   | 7 616    |
| Volos FC         | 2019           | 10e                  | Stade municipal Neapoli        | 2 500    |
| Panetolikós FC   | 2013           | 11e                  | Stade Panetolikós              | 7 000    |
| Atromitos FC     | 2010           | 12e                  | Stade Peristeri                | 10 000   |
| PAS Lamía        | 2017           | 13e                  | Stade municipal de Lamia       | 6 000    |
| APO Levadiakos   | 2022           | 1er (D2)             | Stade municipal                | 5 915    |

## Compétition

### Première phase

#### Règlement
Le classement est établi sur le barème suivant : une victoire rapporte trois points, un match nul en rapport un tandis qu'une défaite n'octroie aucun point.
À égalité de points, les critères de départage sont les suivants : 
1. plus grand nombre de points dans les confrontations directes ;
2. plus grande différence de buts dans les confrontations directes ;
3. plus grande différence de buts générale ;
4. plus grand nombre de buts marqués ;
5. moins grand nombre de buts encaissés.

#### Classement
| Rang | Équipe           | Pts | J  | G  | N  | P  | Bp | Bc | Diff |
| ---- | ---------------- | --- | -- | -- | -- | -- | -- | -- | ---- |
| 1    | Panathinaïkos    | 61  | 26 | 19 | 4  | 3  | 38 | 12 | +26  |
| 2    | AEK Athènes FC   | 59  | 26 | 19 | 2  | 5  | 51 | 14 | +37  |
| 3    | Olympiakos T     | 56  | 26 | 16 | 8  | 2  | 53 | 14 | +39  |
| 4    | PAOK Salonique   | 54  | 26 | 15 | 9  | 2  | 43 | 15 | +28  |
| 5    | Aris Salonique   | 40  | 26 | 12 | 4  | 10 | 38 | 24 | +14  |
| 6    | Volos FC         | 39  | 26 | 11 | 6  | 9  | 31 | 38 | -7   |
| 7    | Panetolikós FC   | 29  | 26 | 7  | 8  | 11 | 26 | 38 | -12  |
| 8    | Atromitos FC     | 29  | 26 | 7  | 8  | 11 | 25 | 29 | -4   |
| 9    | OFI Crète        | 26  | 26 | 6  | 8  | 12 | 23 | 34 | -11  |
| 10   | Asteras Tripolis | 25  | 26 | 4  | 13 | 9  | 19 | 30 | -11  |
| 11   | PAS Giannina     | 23  | 26 | 4  | 11 | 11 | 24 | 41 | -17  |
| 12   | Ionikos Nikaia   | 18  | 26 | 4  | 6  | 16 | 16 | 42 | -26  |
| 13   | PAS Lamía        | 17  | 26 | 2  | 11 | 13 | 13 | 45 | -32  |
| 14   | APO Levadiakos P | 17  | 26 | 3  | 8  | 15 | 14 | 38 | -24  |

Qualifications
- 1er à 6e : qualification pour le groupe championnat
- 7e à 14e : qualification pour le groupe relégation

Abréviations
| Résultats (▼dom., ►ext.)                                   | AEK | ARI | AST | ATR | ION | LAM | LEV | OFI | OLY | PAN | PNE | PAO | PAS | VOL |
| AEK Athènes                                                |     | 3-0 | 2-0 | 1-0 | 4-1 | 3-0 | 3-0 | 3-0 | 1-3 | 1-0 | 4-1 | 2-0 | 2-0 | 0-1 |
| Aris Salonique                                             | 0-2 |     | 3-0 | 2-1 | 2-1 | 5-0 | 3-0 | 1-1 | 2-1 | 1-2 | 1-0 | 0-0 | 3-1 | 0-0 |
| Asteras Tripolis                                           | 1-1 | 0-2 |     | 1-1 | 1-0 | 3-0 | 0-0 | 2-0 | 0-0 | 1-0 | 0-0 | 2-2 | 3-0 | 0-0 |
| Atromitos FC                                               | 0-1 | 0-0 | 2-0 |     | 2-0 | 0-0 | 1-0 | 3-1 | 1-1 | 0-2 | 1-1 | 1-1 | 2-1 | 0-2 |
| Ionikos Nikaia                                             | 1-2 | 1-0 | 1-0 | 1-4 |     | 1-1 | 0-0 | 0-2 | 0-2 | 1-1 | 1-1 | 0-3 | 2-2 | 0-1 |
| PAS Lamía                                                  | 0-3 | 2-1 | 0-0 | 1-1 | 0-2 |     | 1-0 | 1-4 | 0-3 | 0-2 | 1-3 | 0-3 | 1-1 | 2-2 |
| APO Levadiakos                                             | 0-2 | 1-1 | 1-1 | 2-1 | 1-0 | 0-0 |     | 2-0 | 0-1 | 0-1 | 0-0 | 1-1 | 1-3 | 0-3 |
| OFI Crète                                                  | 0-3 | 0-3 | 1-0 | 0-1 | 0-2 | 0-0 | 2-1 |     | 1-2 | 0-2 | 1-2 | 1-1 | 0-0 | 0-0 |
| Olympiakos                                                 | 0-0 | 1-0 | 5-0 | 2-0 | 3-1 | 2-0 | 6-0 | 2-1 |     | 0-2 | 6-1 | 1-2 | 2-0 | 1-1 |
| Panathinaïkos                                              | 2-1 | 1-0 | 1-0 | 2-0 | 1-0 | 2-0 | 1-0 | 1-1 | 1-1 |     | 2-0 | 0-3 | 3-0 | 2-0 |
| Panetolikós FC                                             | 0-2 | 3-1 | 0-0 | 2-0 | 1-0 | 1-1 | 0-0 | 0-4 | 0-2 | 0-1 |     | 0-2 | 1-1 | 2-3 |
| PAOK Salonique                                             | 2-0 | 1-0 | 2-2 | 2-1 | 6-0 | 1-0 | 3-2 | 0-0 | 0-0 | 1-2 | 1-0 |     | 2-0 | 3-0 |
| PAS Giannina                                               | 2-1 | 0-4 | 2-1 | 1-1 | 0-0 | 1-1 | 2-1 | 2-2 | 2-2 | 0-1 | 1-4 | 0-0 |     | 0-1 |
| Volos FC                                                   | 0-4 | 2-0 | 3-3 | 2-1 | 2-0 | 1-1 | 2-1 | 0-1 | 0-4 | 1-5 | 2-3 | 0-1 | 2-1 |     |
| - Victoire à domicile - Match nul - Victoire à l'extérieur |     |     |     |     |     |     |     |     |     |     |     |     |     |     |

### Deuxième phase

#### Règlement
À l'issue de la première phase, les équipes sont divisées en deux groupes. Les six premiers au classement sont ainsi intégrés au groupe championnat, dans lequel sont déterminés le vainqueur de la compétition ainsi que la répartition des places européennes, tandis que les huit derniers sont placés dans le groupe relégation, qui sert à déterminer les équipes reléguées.
Dans les deux cas, chaque équipe conserve l'intégralité de ses statistiques de la première phase. Les équipes se rencontrent à nouveau à deux reprises, une fois à domicile et à l'extérieur.
Le classement est établi sur le barème suivant : une victoire rapporte trois points, un match nul en rapport un tandis qu'une défaite n'octroie aucun point.
À égalité de points, les critères de départage sont les suivants : 
1. plus grand nombre de points dans les confrontations directes des deux phases ;
2. plus grande différence de buts dans les confrontations directes des deux phases ;
3. meilleur classement de la première phase.

#### Groupe championnat
| Rang | Équipe              | Pts | J  | G  | N  | P  | Bp | Bc | Diff |
| ---- | ------------------- | --- | -- | -- | -- | -- | -- | -- | ---- |
| 1    | AEK Athènes FC C    | 83  | 36 | 26 | 5  | 5  | 69 | 17 | +52  |
| 2    | Panathinaïkos       | 78  | 36 | 23 | 9  | 4  | 47 | 16 | +31  |
| 3    | Olympiakos T        | 73  | 36 | 21 | 10 | 5  | 70 | 24 | +46  |
| 4    | PAOK Salonique      | 67  | 36 | 19 | 10 | 7  | 57 | 32 | +25  |
| 5    | Aris Salonique      | 51  | 36 | 15 | 6  | 15 | 55 | 41 | +14  |
| 6    | Volos Football Club | 40  | 36 | 11 | 7  | 18 | 35 | 66 | -31  |

Qualifications européennes
Ligue des champions 2023-2024
- 1er : troisième tour de qualification
- 2e : deuxième tour de qualification

Ligue Europa 2023-2024
- 3e : troisième tour de qualification

Ligue Europa Conférence 2023-2024
- 4e et 5e : deuxième tour de qualification

Abréviations
| Résultats (▼dom., ►ext.)                                   | AEK | ARI | OLY | PNA | PAO | VOL |
| AEK Athènes                                                |     | 3-1 | 0-0 | 0-0 | 4-0 | 4-0 |
| Aris Salonique                                             | 1-2 |     | 2-1 | 0-1 | 1-2 | 4-2 |
| Olympiakos                                                 | 1-3 | 2-2 |     | 1-0 | 3-1 | 5-0 |
| Panathinaïkos                                              | 0-0 | 1-1 | 2-0 |     | 1-1 | 0-0 |
| PAOK Salonique                                             | 0-1 | 3-2 | 0-1 | 1-2 |     | 4-2 |
| Volos FC                                                   | 0-1 | 0-3 | 0-3 | 0-2 | 0-2 |     |
| - Victoire à domicile - Match nul - Victoire à l'extérieur |     |     |     |     |     |     |

#### Groupe relégation
| Rang | Équipe           | Pts | J  | G  | N  | P  | Bp | Bc | Diff |
| ---- | ---------------- | --- | -- | -- | -- | -- | -- | -- | ---- |
| 7    | OFI Crète        | 41  | 31 | 10 | 11 | 12 | 37 | 41 | -4   |
| 8    | Atromitos FC     | 38  | 31 | 9  | 11 | 13 | 34 | 36 | -2   |
| 9    | PAS Giannina     | 34  | 31 | 7  | 13 | 13 | 33 | 50 | -17  |
| 10   | Asteras Tripolis | 31  | 31 | 5  | 16 | 12 | 23 | 36 | -13  |
| 11   | Panetolikós FC   | 30  | 31 | 7  | 9  | 17 | 32 | 53 | -21  |
| 12   | PAS Lamía        | 29  | 31 | 5  | 14 | 14 | 23 | 53 | -30  |
| 13   | Ionikos Nikaia   | 27  | 31 | 6  | 9  | 18 | 24 | 51 | -27  |
| 14   | APO Levadiakos P | 26  | 31 | 4  | 14 | 15 | 25 | 48 | -23  |

Relégation en deuxième division
- 13e et 14e : relégation

Abréviations
| Résultats (▼dom., ►ext.)                                   | AST | ATR | ION | LAM | APO | OFI | GIA | PNE |
| Asteras Tripolis                                           |     | 1-1 |     | 0-0 | 0-1 |     |     | 2-1 |
| Atromitos FC                                               |     |     | 2-0 |     |     | 2-3 | 1-1 | 2-0 |
| Ionikos Nikaia                                             | 1-0 |     |     | 2-2 |     |     | 0-1 |     |
| PAS Lamía                                                  |     | 1-0 |     |     | 1-1 |     | 2-0 |     |
| APO Levadiakos                                             |     | 1-1 | 2-2 |     |     |     | 3-3 |     |
| OFI Crète                                                  | 1-1 |     | 2-2 | 4-1 | 1-1 |     |     |     |
| PAS Giannina                                               | 1-0 |     |     |     |     | 0-1 |     | 3-2 |
| Panetolikós FC                                             |     |     | 0-1 | 1-3 | 2-2 | 0-2 |     |     |
| - Victoire à domicile - Match nul - Victoire à l'extérieur |     |     |     |     |     |     |     |     |

## Parcours en Coupes d'Europe
| Club           | Compétition             | Résultat                        | Ultime(s) adversaire(s) | Ultime(s) adversaire(s) | Ultime(s) adversaire(s) |
| -------------- | ----------------------- | ------------------------------- | ----------------------- | ----------------------- | ----------------------- |
| Olympiakos     | Ligue des champions     | Troisième tour de qualification | Maccabi Haïfa           | Maccabi Haïfa           | Maccabi Haïfa           |
| Olympiakos     | Ligue Europa            | Phase de groupes                | FC Nantes               | SC Fribourg             | Qarabağ FK              |
| PAOK Salonique | Ligue Europa Conférence | Troisième tour de qualification | PFK Levski Sofia        | PFK Levski Sofia        | PFK Levski Sofia        |
| Panathinaïkos  | Ligue Europa Conférence | Deuxième tour de qualification  | SK Slavia Prague        | SK Slavia Prague        | SK Slavia Prague        |
| Aris Salonique | Ligue Europa Conférence | Troisième tour de qualification | Maccabi Tel-Aviv        | Maccabi Tel-Aviv        | Maccabi Tel-Aviv        |

## Bilan de la saison
| Championnat de Grèce de football 2022-2023                        |                         |
| Champion                                                          | AEK Athènes (13e titre) |
| Dauphin                                                           | Panathinaïkós           |
| Coupes et trophées                                                |                         |
| Vainqueur de la Coupe de Grèce 2022-2023                          | AEK Athènes FC          |
| Qualifications continentales                                      |                         |
| Ligue des champions 2023-2024                                     | AEK Athènes FC          |
| Ligue des champions 2023-2024                                     | Panathinaïkós           |
| Ligue Europa 2023-2024                                            | Olympiakos              |
| Ligue Europa Conférence 2023-2024                                 | PAOK Salonique          |
| Ligue Europa Conférence 2023-2024                                 | Aris Salonique          |
| Promotions et relégations                                         |                         |
| Promus en Championnat de Grèce de football                        | Panserraikos FC         |
| Promus en Championnat de Grèce de football                        | AE Kifisia FC           |
| Relégués en Championnat de Grèce de football de deuxième division | Ionikos Nikaia          |
| Relégués en Championnat de Grèce de football de deuxième division | APO Levadiakos          |